# 레이더 천문학
레이더 천문학(Radar astronomy)은 전파나 마이크로웨이브를 목표물에 반사시켜 그 반사광을 분석해 주변 천체를 관측하는 기술이다. 레이더 천문학은 전파 천문학과 달리 전파 천문학은 수동 관측(즉, 수신만)이고 전자는 능동 관측(송신 및 수신)이다. 레이더 시스템은 광범위한 태양계 연구에 적용되어 60년 동안 수행되었다. 레이더 전송은 펄스형이거나 연속적일 수 있다. 레이더 반사 신호의 강도는 거리의 역 4승에 비례한다. 업그레이드된 시설, 증가된 송수신기 전력 및 개선된 장치로 관측 기회가 증가했다.
레이더 기술은 수성을 관찰하여 일반 상대성 이론을 테스트하고 천문 단위에 정제된 값을 제공하는 것과 같은 다른 방법으로는 사용할 수 없는 정보를 제공한다. 레이더 이미지는 다른 지상 기반 기술로는 얻을 수 없는 고체의 모양과 표면 특성에 대한 정보를 제공한다.
고성능 지상 레이더(최대 1메가와트)에 의존하는 레이더 천문학은 태양계 물체의 구조, 구성 및 움직임에 대한 매우 정확한 천문학 정보를 제공할 수 있다. 이는 물체 99942 아포피스에서 볼 수 있듯이 소행성-지구 충돌에 대한 장기적인 예측을 형성하는 데 도움이 된다. 특히, 광학 관측은 물체가 하늘에 나타나는 위치를 측정하지만 거리를 매우 정확하게 측정할 수 없다(물체가 작거나 조명이 약한 경우 시차에 의존하는 것이 더 어려워짐). 반면에 레이더는 물체까지의 거리(및 물체가 얼마나 빨리 변하는지)를 직접 측정한다. 광학 및 레이더 관측의 조합은 일반적으로 적어도 수십 년, 때로는 수백 년 후의 궤도를 예측할 수 있다.
2020년 8월 아레시보 천문대(아레시보 행성 레이더)는 구조적 케이블 고장으로 인해 그해 12월 주 망원경이 붕괴되었다.
정기적으로 사용되는 레이더 천문 시설이 하나 남아 있는데 골드스톤 태양계 레이더(Goldstone Solar System Radar)이다.

## 망원경
- 아레시보 천문대
- 심우주 통신망

## 같이 보기
- 레이더
- 4179 토타티스